# Европско првенство у атлетици у дворани 2013 — 1.500 метара за жене
Такмичење у трчању на 1.500 метара у женској конкуренцији на Европском првенству у атлетици у дворани 2013. у Гетеборгу је одржано 1. и 2. марта у спортској дворани Скандинавијум.
Титулу освојену у Паризу 2011, није бранила Јелена Аржакова из Русије, јер је издржавала казну због допинга.
На такмичењу је постигнут 1 национални (Пољска), и један лични рекорд.

## Земље учеснице
Учествовало је 20 атлетичарки из 12 земаља.
| - Белорусија (1) - Бугарска (1) - Немачка (2) - Уједињено Краљевство (1) | - Ирска (1) - Италија (2) - Летонија (1) - Пољска (3) | - Русија (3) - Словенија (1) - Шпанија (2) - Шведска (2) |

## Рекорди

### Рекорди пре почетка Европског првенства 2013.
| Светски рекорд                             | Јелена Соболева | Русија   | 3:58,28 | Москва, Русија    | 18. фебруар 2006. |
| Европски рекорд                            | Абебе Арегави   | Шведска  | 3:58,40 | Стокхолм, Шведска | 21. фебруар 2013. |
| Рекорди европских првенстава               | Дојна Мелинте   | Румунија | 4:02,54 | Пиреј, Грчка      | 3. март 1985.     |
| Најбољи светски резултат сезоне у дворани  | Абебе Арегави   | Шведска  | 3:58,40 | Стокхолм, Шведска | 21. фебруар 2013. |
| Најбољи европски резултат сезоне у дворани | Абебе Арегави   | Шведска  | 3:58,40 | Стокхолм, Шведска | 21. фебруар 2013. |

### Најбољи европски резултати у 2013. години
Десет најбољих европских атлетичарки на 1.500 метара у дворани 2013. године пре почетка првенства (1. марта 2013), имале су следећи пласман на европској и светској ранг листи. (СРЛ)
| 1  | Абебе Арегави       | Шведска  | 3:58,40 | 21. фебруар | 1. СРЛ  |
| 2  | Анжелика Шевченко   | Украјина | 4:07,65 | 24. јануар  | 3. СРЛ  |
| 3  | Наталија Родригез   | Шпанија  | 4:09,86 | 8. фебруар  | 7. СРЛ  |
| 4  | Љуиза Гега          | Албанија | 4:09,90 | 16. фебруар | 8. СРЛ  |
| 5  | Ана Шагина          | Русија   | 4:09,95 | 25. јануар  | 9. СРЛ  |
| 6  | Јелена Коропкина    | Русија   | 4:10,28 | 14. фебруар | 10. СРЛ |
| 7  | Светлана Подосенова | Русија   | 4:10,47 | 14. фебруар | 11. СРЛ |
| 8  | Данута Урбаник      | Пољска   | 4:10,76 | 17. јануар  | 12. СРЛ |
| 9  | Исабел Масијас      | Шпанија  | 4:10,94 | 10. фебруар | 14. СРЛ |
| 10 | Елина Сујев         | Немачка  | 4:10,96 | 16. фебруар | 15. СРЛ |

Такмичарке чија су имена подебљана учествују на ЕП 2013.

## Сатница
| Датум         | Време | Коло          |
| ------------- | ----- | ------------- |
| 1 март 2013   | 19:05 | Квалификације |
| 2. март 2013. | 18:05 | Финале        |

## Победнице
|                        |                         |                              |
| Абеба Арегави, Шведска | Исабел Масијас, Шпанија | Катажина Броњатовска, Пољска |

## Резултати

### Квалификације
Атлетичарке су били подељене у три групе. За финале су се директно квалификовале по 2 првопласиране из све три групе (КВ) и још три према постигнутом резултату (кв).
| Место | Група | Атлетичарка          | Земља                | ЛР      | ЛРС     | Резултат | Белешка                                |
| ----- | ----- | -------------------- | -------------------- | ------- | ------- | -------- | -------------------------------------- |
| 1     | 2     | Абеба Арегави        | Шведска              | 3:58,40 | 3:58,40 | 4:11,38  | КВ                                     |
| 2     | 1     | Наталија Родригез    | Шпанија              | 4:06,35 | 4:09,86 | 4:12,25  | КВ                                     |
| 3     | 1     | Лора Мјур            | Уједињено Краљевство | 4:12,39 | 4:12,39 | 4:12,36  | КВ                                     |
| 5     | 2     | Светлана Подосенова  | Русија               | 4:10,47 | 4:10,47 | 4:12,41  | кв                                     |
| 6     | 1     | Јелена Соболева      | Русија               | 3:58,28 | 4:11,02 | 4:12,61  | кв                                     |
| 7     | 1     | Ђулија Виола         | Италија              | 4:15,77 | 4:15,77 | 4:13,80  | кв, ЛР                                 |
| 8     | 2     | Ангелика Ћихоцка     | Пољска               | 4:07,83 | 4:11,79 | 4:14,00  |                                        |
| 9     | 3     | Исабел Масијас       | Шпанија              | 4:08,80 | 4:10,94 | 4:14,72  | КВ                                     |
| 10    | 3     | Катажина Броњатовска | Пољска               | 4:11,59 | 4:11,59 | 4:14,78  | КВ                                     |
| 11    | 3     | Ана Шагина           | Русија               | 4:09,95 | 4:09,95 | 4:14,89  |                                        |
| 12    | 1     | Полина Јелизарова    | Летонија             | 4:17,07 | 4:17,07 | 4:15,10  | НР                                     |
| 13    | 3     | Клер Тарпли          | Ирска                | 4:13,16 | 4:13,16 | 4:15,16  |                                        |
| 14    | 1     | Данута Урбаник       | Пољска               | 4:10,76 | 4:10,76 | 4:15,29  |                                        |
| 15    | 2     | Маргерита Мањани     | Италија              | 4:12,44 | 4:12,44 | 4:15,85  |                                        |
| 16    | 3     | Дијана Сујев         | Немачка              | 4:07,42 | 4:11,26 | 4:17,27  |                                        |
| 17    | 2     | Силвија Данекова     | Бугарска             | 4:16,36 | 4:16,36 | 4:17,62  |                                        |
| 18    | 2     | Елина Сујев          | Немачка              | 4:07,99 | 4:10,96 | 4:17,81  |                                        |
| 19    | 3     | Шарлоте Шенбек       | Шведска              | 4:10,39 | 4:16,12 | 4:18,52  |                                        |
| 20    | 1     | Маруша Мишмаш        | Словенија            | 4:12,48 | 4:12,48 | 4:27,45  |                                        |
| 4     | 2     | Наталија Карејва     | Белорусија           | 4:08,60 | 4:15,63 | 4:12,41  | ДИСК Чл.32,2а Анти допинг правила ИААФ |

### Финале
Финале је одржано у 18,05.
| Место | Атлетичарка          | Земља                | Резул.  | Бел.                                   |
| ----- | -------------------- | -------------------- | ------- | -------------------------------------- |
|       | Абеба Арегави        | Шведска              | 4:04,47 |                                        |
|       | Исабел Масијас       | Шпанија              | 4:14,19 |                                        |
|       | Катажина Броњатовска | Пољска               | 4:14,30 |                                        |
| 4.    | Светлана Подосенова  | Русија               | 4:16,32 |                                        |
| 5.    | Јелена Соболева      | Русија               | 4:16,50 |                                        |
| 6.    | Ђулија Виола         | Италија              | 4:16,83 |                                        |
| 7.    | Лора Мјур            | Уједињено Краљевство | 4:18,39 |                                        |
| 8.    | Наталија Родригез    | Шпанија              | НС      |                                        |
| 4.    | Наталија Карејва     | Белорусија           | 4:15,15 | ДИСК Чл.32,2а Анти допинг правила ИААФ |

### Пролазна времена
- 400 м 1:08,01 Абеба Арегави,  Шведска
- 800 м 2:13,17 Абеба Арегави,  Шведска
- 1.200 м 3:17,97 Абеба Арегави,  Шведска